# 河口北駅
河口北駅（かこうきたえき/簡体字: 河口北站）は、中華人民共和国雲南省紅河ハニ族イ族自治州河口ヤオ族自治県に位置する鉄道駅である。中国国鉄昆明鉄路局が管轄する昆玉河線の駅である。
2014年12月1日に貨物営業が開始され，同月10日に旅客営業が開始された。
2003年に狭軌路線の昆河線の旅客営業が休止されて以来11年わたり河口ヤオ族自治県においては旅客列車が存在しない状態であったが、当駅の開業により標準軌の新線による旅客営業が再開されることになった。
2015年3月27日に当駅と昆河線の河口駅を結ぶメーターゲージの連絡線が開通した。標準軌側と狭軌側の両方に貨物列車が運行され、当駅は両システム間の連絡機能を持つ。